# ارتباط جمعی

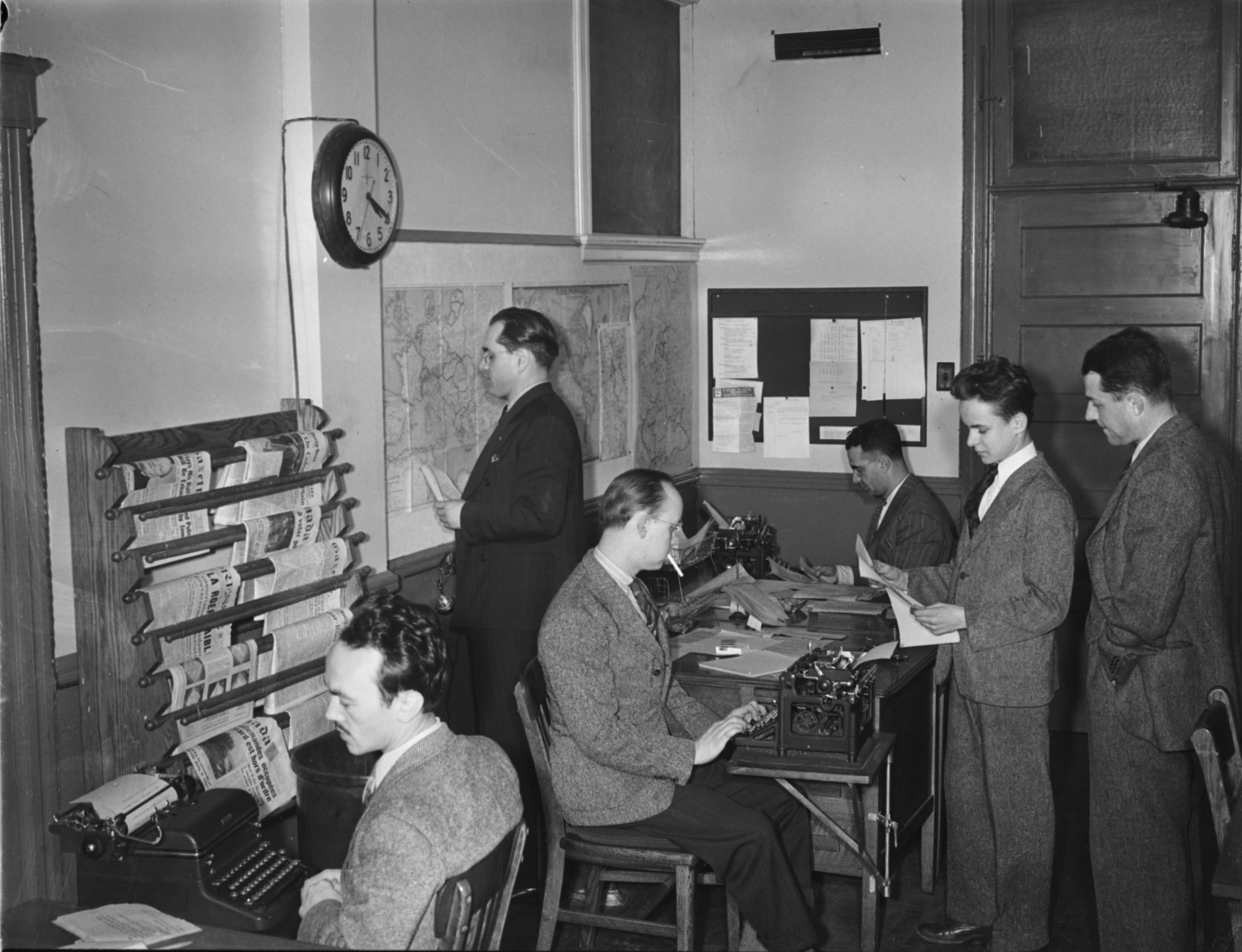
ارتباط جمعی

ارتباط جمعی به فرایند انتقال پیام از فرستنده یا فرستندگان با استفاده از وسایل ارتباطی نظیر روزنامه، کتاب، امواج رادیو، تلویزیون و غیره برای گروه غیر محدودی از مردم با سرعتی زیاد گفته می‌شود.

## ویژگی‌های ارتباط جمعی
- مخاطبان ناآشنا و پراکنده
- ارتباط ناپایدار و گذرا است
- دریافت بازخورد با تأخیر
- سرعت عمل

## ارتباط جمعی خودانگیز
ارتباط جمعی خودانگیز که کاستلز بیان می‌کند به این معنی است که هر فرد در ابتدا به دنبال سوژه و محتوای مورد علاقه خود می‌رود. ولی ما نمی خواهیم آن روزنامه نگار فعال قاطی جریانات فتنه ایی انقلاب شود می‌توان گفت این ارتباط جمعی جدید یک (خود) دارد. همین (خود) است که فرد را ترغیب به تعامل می‌کند. حضور این (خود) در سه مرحلهٔ تولید، توزیع و انتخاب پیام آگاهانه و مبتنی بر نیاز هر کس، شخصی‌سازی شده‌است.
در ارتباط جمعی پیام ارسال می‌شود از طریق رسانه‌های ارتباط جمعی و ارتباط غیر مستقیم است مخاطب محتوا و پیامی را که پخش می‌شود دریافت می‌کند بدون انتخاب ولی در ارتباط جمعی خود انگیز مخاطب خودش انتخاب می‌کند و دنبال سوزه مورد نظر خود می‌گردد در هردو نوع ارتباط وسائل ارتباط جمعی انتقال دهنده پیام هستند.